# Rabotage
Le rabotage est une opération d'usinage consistant à l'enlèvement de matière sur la totalité de la surface d'une pièce par l'action régulière et progressive d'un outil. Il peut servir à augmenter la planéité de la surface ou à diminuer l'épaisseur de la pièce.
Le terme de rabotage est également utilisé en travaux routiers

## Dispositif
Un morceau de bois peut être raboté avec un rabot à main.
Si une machine est utilisée, la pièce à usiner est fixée sur une table animée d’un mouvement rectiligne alternatif guidé par deux glissières.
Le fer est fixe pendant la course de travail. Il est mobile et se soulève légèrement pendant le retour.
L’avance est donnée par le déplacement de l’outil, entre la fin de la course de retour et le début de la course de travail. Cette avance peut être parallèle à la table, perpendiculaire ou oblique.
Suivant l’épaisseur des pièces, l’ensemble porte-outil, constitué par une traverse et les chariots nécessaires, peut être déplacé en hauteur sur deux montants et se trouve immobilisée pendant le travail de l’outil.

## Machines utilisées

### Métallurgie
- Étaux-limeurs :

Contrairement aux raboteuses sur lesquelles le mouvement principal de coupe est obtenu par déplacement de la pièce, les étaux-limeurs procèdent par déplacement de l’outil, l’avance étant alors donnée par le déplacement latéral de la pièce.
- Raboteuse :

L’outil est fixe, la pièce est quant à elle solidaire de la table. Cette dernière est animée d’un mouvement rectiligne alternatif.

### Travaux routiers
Dans le cas des travaux routiers, le rabotage consiste à éliminer les couches supérieures du revêtement de la route, à l'aide de machines à tambour rotatif munies de dents, se déplaçant sur la chaussée. Les raboteuses routières sont de différentes largeurs adaptées au travail à exécuter.

### Travaux du bois
Les raboteuses sont utilisées pour le planage des pièces de bois. L'outil et la table sont fixes et la pièce coulisse sur cette dernière par action de rouleaux crantés.

## Applications
Les raboteuses sont en principe réservées à l’usinage des grosses pièces, les étaux-limeurs à celui des pièces de dimensions réduites. Cette méthode peut sembler paradoxale, car logiquement on serait plutôt amené à procéder de façon inverse et à rendre les grosses pièces immobiles pendant le travail.
Aussi les deux machines sont utilisées pour différentes opérations :
- Le planage

Le planage de la fonte se fait sans difficulté. Il se fait avec une grande avance et une profondeur de passe très faible. L’outil peut être normal ou légèrement oblique mais son affûtage doit être très précis, le tranchant doit être rigoureusement rectiligne dans sa partie centrale.
Le planage de l’acier est plus délicat par suite d’une tendance au broutement et le tranchant doit être beaucoup plus oblique que dans le cas de la fonte.
- Rainures en T

- Surfaces cylindriques